# Østerby (Jammerbugt)
Østerby is een plaats in de Deense regio Noord-Jutland, gemeente Jammerbugt. De plaats telt 379 inwoners (2008).